# Michael Souvignier

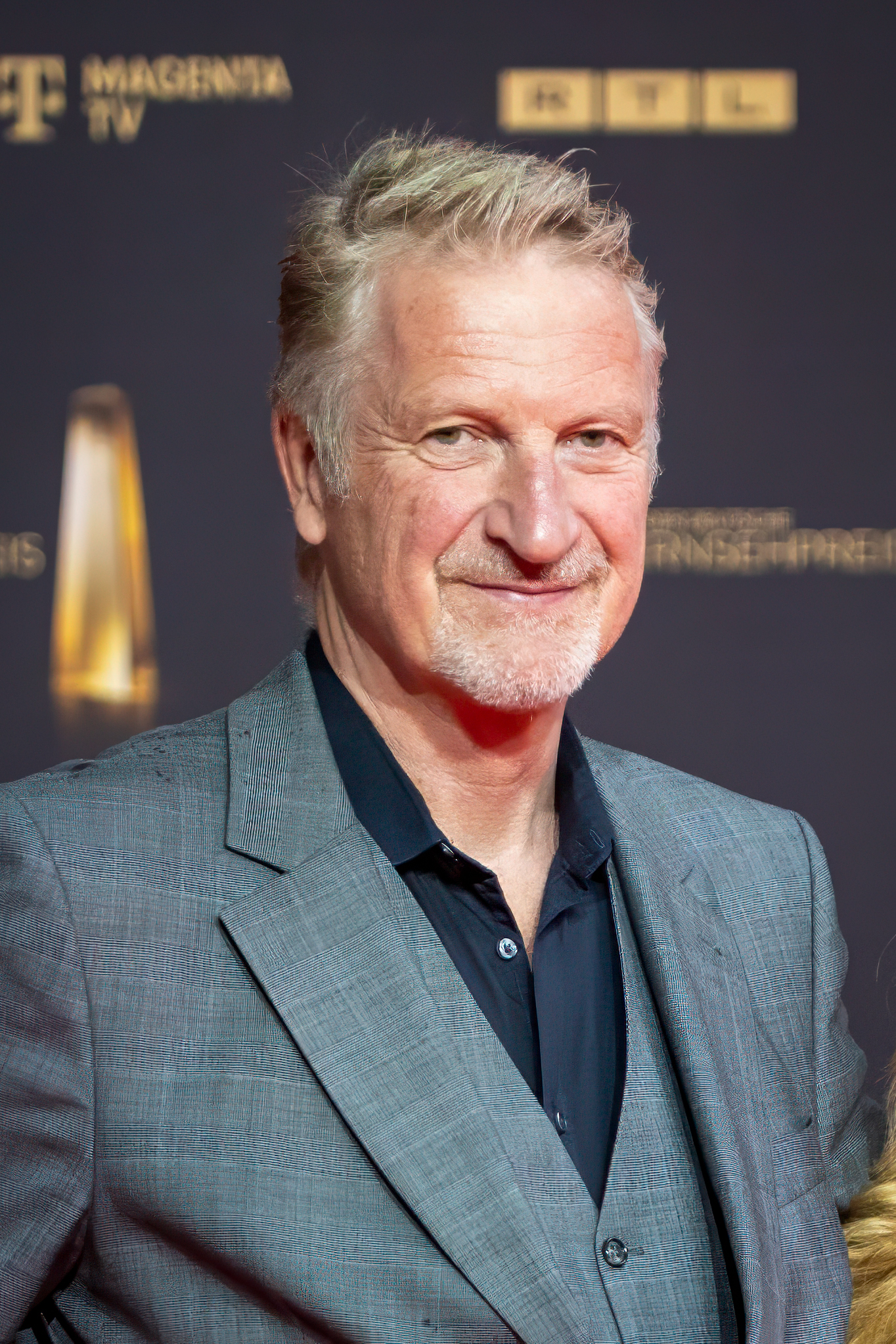
Michael Souvignier beim Deutschen Fernsehpreis 2024

Michael Souvignier (* 31. Oktober 1958 in Essen) ist ein deutscher Filmproduzent, Regisseur und Fotograf.

## Leben
Nach seinem Abitur 1979 begann Michael Souvignier ein Studium als Foto-Film-Designer an der Folkwang-Hochschule und schloss 1984 mit Diplom ab. Während seiner Studienzeit zeigten erste Ausstellungen in Essen, Münster und Osnabrück, später auch in Zürich und Paris seine Fotografien. Kurz nach Beendigung seines Studiums gründete er im Jahre 1985 die Filmproduktionsfirma Zeitsprung Pictures GmbH. Neben anfänglichen Regiearbeiten für nichtfiktionale TV-Formate (z. B. Talk im Turm) und Werbespots wandte Michael Souvignier sich mit der Zeit immer mehr auch der Arbeit als Produzent zu. Mit Fernsehfilmen wie Die Mädchenfalle – Der Tod kommt online mit Alexandra Maria Lara und Thomas Kretschmann etablierte er die Firma Zeitsprung am deutschen Film- und TV-Markt.
Ein besonderer Erfolg gelang Michael Souvignier mit dem Sat.1 Zweiteiler Das Wunder von Lengede, der mit einer Quote von 36,2 % in der Zielgruppe und insgesamt 11 Millionen Zuschauern die erfolgreichste Event-Produktion im deutschen Fernsehen war. Für einiges mediale Aufsehen sorgte der Zeitsprung-Film Contergan über die Auswirkungen des in den 1960er Jahren verbreiteten Schlafmittels, dessen Ausstrahlung durch eine einstweilige Verfügung verhindert wurde und erst nach einer langen juristischen Auseinandersetzung möglich war. Contergan hat Geschichte geschrieben. Das Pharmaunternehmen Grünenthal GmbH ging gegen Zeitsprung vor bis zum Bundesverfassungsgericht. Zeitsprung gewann den Prozess und einer Fernsehausstrahlung des Films stand nichts mehr im Wege. Dieser Rechtsstreit dauerte 2,5 Jahre und führte im Ergebnis nicht nur zu einem mehrfach preisgekrönten Film und hervorragenden Zuschauerquoten, sondern es wurde in der ARD eine Themenwoche mit Talkshows und Dokumentationen ausgelöst. Innerhalb von 3 Monaten nach der Ausstrahlung haben sich die Sonderrenten für die Contergan-Geschädigten verdoppelt. Grünenthal hat sich zudem bereit erklärt, 50 Millionen Euro an die Betroffenen zu zahlen.
Seit 2010 hat Michael Souvignier neben seiner Tätigkeit als Geschäftsführer und Produzent auch seine Arbeiten als Fotograf wieder aufgenommen und seine Bilder in mehreren erfolgreichen Ausstellungen in Düsseldorf, Berlin und Köln gezeigt.
Im Jahr 2022 gewann er für die Produktion von Andreas Kleinerts Filmbiografie Lieber Thomas den Deutschen Filmpreis.
Im Juli 2012 verstarb seine Frau Ica Souvignier, mit der er viele Jahre die Firma Zeitsprung leitete. Stiller Teilhaber mit 50 Prozent an Zeitsprung wurde später der langjährige Finanzchef der Kirch-Gruppe Herbert Schroder. 
Inzwischen ist Michael Souvignier mit der Wettermoderatorin Claudia Kleinert liiert.

## Filmografie (Auswahl)
- 1998: Die Mädchenfalle – Der Tod kommt online
- 1998: Kai Rabe gegen die Vatikankiller
- 2002: Pest – Die Rückkehr
- 2003: Das Wunder von Lengede
- 2006: Contergan
- 2007: Mordshunger
- 2007: Tarragona – Ein Paradies in Flammen
- 2008: Böseckendorf – Die Nacht, in der ein Dorf verschwand
- 2008: 80 Minutes
- 2009: Der Raketenmann – Wernher von Braun und der Traum vom Mond
- 2009: Frau Böhm sagt Nein
- 2010: Alpha 0.7 – Der Feind in dir
- 2010: Das Glück kommt unverhofft
- 2010: Marco W. – 247 Tage im türkischen Gefängnis
- 2010: Themba – Das Spiel seines Lebens
- 2011: Beate Uhse – Das Recht auf Liebe
- 2011: Carl & Bertha
- 2011: Alpha 0.7 – Der Feind in dir
- 2011: Flaschendrehen
- 2012: online – meine Tochter in Gefahr
- 2013: Nichts mehr wie vorher (Fernsehfilm)
- 2014: Sein gutes Recht
- 2015: Einstein (Fernsehfilm)
- 2016: Das Tagebuch der Anne Frank
- seit 2017: Einstein (Fernsehserie)
- 2018: Erik & Erika
- 2018: Mackie Messer – Brechts Dreigroschenfilm
- 2018: Gefangen – Der Fall K. (Fernsehfilm)
- 2019: Ein ganz normaler Tag
- 2019: Der König von Köln
- 2020: Oktoberfest 1900 (Fernsehserie)
- 2021: Die Liebe des Hans Albers
- 2021: Goldjungs
- 2021: Lieber Thomas
- 2021: Tatort: Masken
- 2021: Der Rebell – Von Leimen nach Wimbledon
- 2024: Führer und Verführer
- 2025: Ohne jede Spur – Der Fall der Nathalie B. (Fernsehfilm)

## Auszeichnungen (Auswahl)
Die Werke von Michael Souvignier als Produzent wurden vielfach mit Preisen ausgezeichnet.
- 2010: Grimme-Preis und Goldene Kamera für Frau Böhm sagt Nein
- 2009: Best Mini Series auf dem New York Festival für Contergan
- 2008: Deutscher Fernsehpreis, Goldene Kamera und Romy für Contergan
- 2004: Goldene Kamera und Grimme-Preis für Das Wunder von Lengede
- 2003: Bambi für Das Wunder von Lengede
- 2022: Deutscher Filmpreis für Lieber Thomas (Bester Film)